# Khenpo Chimed Rinpoché
Khenpo Chimed Rinpoché est un maître éminent appartenant à la lignée nyingmapa du  bouddhisme tibétain,  le  Vajrayana.  Il est né le 1er octobre 1967 dans la  vallée de Yolmo, au Népal, à la frontière du Tibet. Il consacre l'essentiel de son temps à la diffusion des enseignements bouddhiques et à la Fondation Siddhartha au Népal qu'il a lui-même créée.

## Biographie
Khenpo Chimed Rinpoché commence ses études monastiques à l’âge de huit ans à Yolmo. Un an plus tard, il reçoit de Dudjom Rinpoché la première initiation du Trésor du Nord – Jang Ter - qu’il pratique alors. Khenpo Chimed Rinpoché a également reçu plusieurs transmissions de la lignée kagyu par le lama Dechen Dordje, élève du grand yogi Drubwang Shakya Shri. En 1982, Rinpoché il moine au monastère Dazang Rinpoché de Kathmandou, où il étudie les rituels karma kagyu. En 1985 il part dans le sud de l’Inde et il entre à l’institut Ngagyur Nyingma, le collège d’études bouddhiques fondé par Penor Rinpoché, à Bylakuppe, dans l’État du Karnataka.
Ce collège est le plus important centre de diffusion des enseignements nyingmapa au monde. Alors qu’il y poursuit ses études, il se signale comme un élève particulièrement doué, second de sa classe durant trois ans, et premier de sa classe durant six ans. Durant cette période, il est réputé également pour ses dons concernant la dialectique, le débat philosophique, et il est fréquemment choisi pour débattre devant le dalaï-lama lorsque celui-ci visite Bylakuppe. Durant plusieurs années et pendant ses études, Khenpo Chimed Rinpoché est également professeur assistant, et enseignera comme professeur dans un collège dès qu’il sera diplômé.
Après l’obtention de son diplôme, il retourne dans sa région natale de Yolmo, où il entre en retraite prolongée pratiquant la méditation durant plus de dix ans, et instruisant de nombreux lamas.
En 1996, à la suite d'un entretien avec Penor Rinpoché  et le doyen Khenpo Pema Sherab, Khenpo Chimed Rinpoché et son frère organisent un programme d’enseignements annuels, à Yolmo, à l’intention des lamas du village et des laïcs. Avec une participation de plus de 2 000 personnes, ce programme enrichit considérablement le niveau d’éducation et de pratique de la population bouddhiste de la région. Le premier cycle d’enseignements se déroule pour la première fois au monastère Sermathang, le deuxième cycle d’enseignements, donné en 1997, a lieu au monastère Tak Ongsa; le troisième, en 1998, au monastère Tsuri, construit au XIIe siècle par Yolmo Tulku Shakya Zangpo; le quatrième, en 1999, au monastère Melamchi, où se situe le village natal de Khenpo Chimed Rinpoché; le cinquième, en 2000, au monastère Takphuk Senge Dzong, devant la grotte où le grand yogi Milarépa fut très longtemps en retraite. En 2001 le sixième enseignement annuel s’est déroulé au monastère Takpa Kharga. Khenpo Chimed Rinpoché devient de ce fait le responsable spirituel de tous les monastères Nyingmapa dans la vallée de Yolmo.
Penor Rinpoché a également confié à Khenpo Rinpoché la responsabilité de gérer un centre de retraite offert par des natifs de Yolmo à Chatral Rinpoché et que ce dernier offrit à son tour à Pénor Rinpoché.
En 1998 les lamas représentant la centaine de monastères que dirige Khenpo Chimed Rinpoché adressèrent une requête pour que ce dernier et son frère puissent être intronisés en tant que khenpos. En octobre de cette même année, Khenpo Pema Sherab, le Khenpo le plus âgé de l’institut Ngagyur Nyingma, arriva à Yolmo en tant que représentant de Penor Rinpoché et conduisit  la cérémonie d’intronisation au monastère de Tsuri. Après quoi, à la fin de l’année 1999, Penor Rinpoché remit à Khenpo Chimed Rinpoché un certificat attestant son titre de Khenpo.
En 1999, Khenpo Chimed Rinpoché invite Penor Rinpoché à venir bénir le site du monastère et à participer à un pèlerinage dans la vallée de Yolmo. En 2001 il l’invite une seconde fois pour diriger une cérémonie durant laquelle il donne de précieux enseignements et transmissions à plus d’un millier de personnes.
Durant le printemps 1999, Penor Rinpoché encourage Khenpo Chimed Rinpoché à se rendre aux États-Unis pour y donner des instructions personnelles aux étudiants ainsi que des enseignements publics.
Au cours de l'année 1999 Khenpo Chimed Rinpoché ouvre un centre de méditation à New York et en 2001 un autre à Yellow Springs, dans l’Ohio.
À la fin de l’année 2001 le gouvernement népalais nomme Khenpo Chimed Rinpoché responsable de la gestion des plus de 2500 monastères bouddhiques que compte le Népal.
Outre les nombreuses activités que Khenpo Chimed Rinpoché développe au Népal et dans d'autres pays asiatiques, il se rend régulièrement dans différents centres et lieux de diffusion de ses enseignements, tant en Europe qu’aux États-Unis, soutenir et développer la pratique de ses étudiants et disciples occidentaux.
En 2004 Khenpo Chimed Rinpoché démarre la création de la Fondation Siddhartha au Népal en faveur des enfants orphelins de la région himalayenne de Yolmo. Il est le fondateur et directeur de ce projet, qui prévoit la construction d’un monastère, d’une école, d’une école d’art de thangka, d’un dispensaire et d’un centre de retraite, au nord-est de Kathmandou, sur les hauteurs de Naranthan. En 2004, Penor Rinpoché, qui s’est rendu sur place pour bénir le projet, lui a donné le nom  de Palyul Dongag Shedrup Osel Norbu Ling. 
Ce projet a également reçu la bénédiction et l’aval du dalaï-lama. En 2009, Khenpo Chimed Rinpoché a la responsabilité de plus d’une centaine d’enfants orphelins, qu’il a recueillis et auxquels il donne une éducation monastique.